# Ladislav Říha
Ladislav Říha (27. října 1916 Želeč u Tábora – 3. března 1942 v Severním moři u Terschellingu) byl český palubní střelec a navigátor 311. československé bombardovací perutě RAF.

## Životopis
Ladislav Říha se narodil 27. října roku 1916 v obci Želeč u Tábora. V rodné vesnici absolvoval obecnou a následně měšťanskou školu. Následně nastoupil na Vyšší hospodářskou školu v Táboře, kterou úspěšně dokončil.
V říjnu 1935 nastoupil na vojenskou prezenční službu u Jezdeckého pluku 4. V následujícím roce nastoupil na Vojenskou akademii v Hranicích, kterou v roce 1937 úspěšně dokončil jako poručík jezdectva. Po dostudování byl předělen do Klatov.
Po okupaci Československa byl propuštěn z armády a rozhodl se pro odchod do zahraničí. To uskutečnil na jaře 1940. V květnu téhož roku se v Marseille přidal do československé zahraniční armády. Byl přidělen do letecké skupiny v Agde a následně s ostatními letci odplul do Velké Británie. Vše se událo krátce po kapitulace Francie.
Ladislav Říha byl přijat do RAF VR k 311. bombardovací peruti. Po dokončení výcviku se v dubnu 1941 se poprvé zúčastnil třech náletů jako přední střelec. Později byl přecvičen na leteckého navigátora. První let absolvoval 22. února téhož roku.
Zemřel společně s dalšími členy posádky letounu Vickers Wellington B Mk.IC 3. března 1942 v Severním moři severozápadně u Terschellingu. Největší pravděpodobností byli sestřeleni nočním stíhačem. Žádné z těl nebylo nalezeno.
Dne 21. října 2013 mu byla v rodné obci Želeč odhalena pamětní deska. Během odhalení byli přítomní i generál Miloslav Masopust, plukovníci Pavel Vranský a Milan Virt.